# Футин, Максим Владимирович
Максим Владимирович Футин (30 июня 1990 года) — боец смешанного стиля (ММА) из города Выкса, выступавший во многих промоушенах, таких как ACB (Absolute Championship Berkut), WFCA (World Fighting Championship Akhmat), M-1 Global, а также: российский самбист, призёр чемпионатов России по боевому самбо, чемпион и призёр чемпионатов Европы, мастер спорта России, шестикратный чемпион России по  комплексному единоборству.

## Спортивные достижения
- Чемпионат России по боевому самбо 2010 года — ;
- Чемпионат России по боевому самбо 2011 года — ;
- Чемпионат России по боевому самбо 2012 года — ;
- Чемпионат России по боевому самбо 2013 года — ;
- Чемпионат России по самбо 2019 года — ;

## Статистика боёв
| Результат | Рекорд | Соперник                | Способ                                    | Турнир                            | Дата                  | Раунд | Время | Место                    | Примечание |
| --------- | ------ | ----------------------- | ----------------------------------------- | --------------------------------- | --------------------- | ----- | ----- | ------------------------ | ---------- |
| Поражение | 7-6    | Люк Барнатт             | Технический нокаут                        | ACB 81                            | 23 февраля 2018 года  | 2     | 3:27  | ОАЭ, Дубай               |            |
| Поражение | 7-5    | Карол Селински          | Единогласное решение                      | ACB 71                            | 30 сентября 2017 года | 3     | 5:00  | Россия, Москва           |            |
| Победа    | 7-4    | Иса Умаров              | Нокаутом (удар по корпусу)                | ACB 57                            | 15 апреля 2017 года   | 2     | 3:46  | Россия, Москва           |            |
| Поражение | 6-4    | Макс Нунес              | Техническим нокаутом (остановка доктором) | ACB 48 Revenge                    | 22 октября 2016 года  | 3     | 1:14  | Россия, Москва           |            |
| Поражение | 6-3    | Максим Гришин           | Единогласное решение                      | WFCA 23 — Grand Prix Akhmat       | 11 июня 2016 года     | 3     | 5:00  | Россия, Грозный, Колизей |            |
| Победа    | 6-2    | Степан Бекавач          | Техническим нокаутом (удары)              | WFCA 17 — Grand Prix Akhmat       | 9 апреля 2016 года    | 2     | 3:40  | Россия, Грозный, Колизей |            |
| Победа    | 5-2    | Марчин Зонтек           | Сабмишном (удушение сзади)                | M-1 Challenge 60 — Battle in Orel | 5 августа 2015 года   | 1     | 3:07  | Россия, Орёл             |            |
| Поражение | 4-2    | Шамиль Нурмагомедов     | Техническим нокаутом (остановка доктором) | OC — Oplot Challenge 106          | 27 декабря 2014 года  | 1     | 5:00  | Россия, Пересвет         |            |
| Победа    | 4-1    | Арунас Вилюс            | Техническим нокаутом (удары)              | League S-70 — Plotforma           | 9 августа 2014 года   | 1     | 1:52  | Россия, Сочи             |            |
| Победа    | 3-1    | Фарух Маммадиев         | Техническим нокаутом (удары)              | FSC — Fightspirit Championship 1  | 8 сентября 2013 года  | 1     | 3:51  | Россия, Колпино          |            |
| Победа    | 2-1    | Денис Полехин           | Нокаутом (удар)                           | CNN — Board and Sword             | 23 ноября 2012 года   | 1     | 0:00  | Россия, Нижний Новгород  |            |
| Победа    | 1-1    | Рустам Абдулаев         | Единогласное решение                      | ProFC — Russia Cup Stage 2        | 28 ноября 2010 года   | 2     | 5:00  | Россия, Уфа              |            |
| Поражение | 0-1    | Абдурахман Нурмагомедов | Сабмишном (рычаг локтя)                   | BOC — Battle of Champions 5       | 19 ноября 2010 года   | 1     | 4:15  | Россия, Москва           |            |